# Sierra Norte

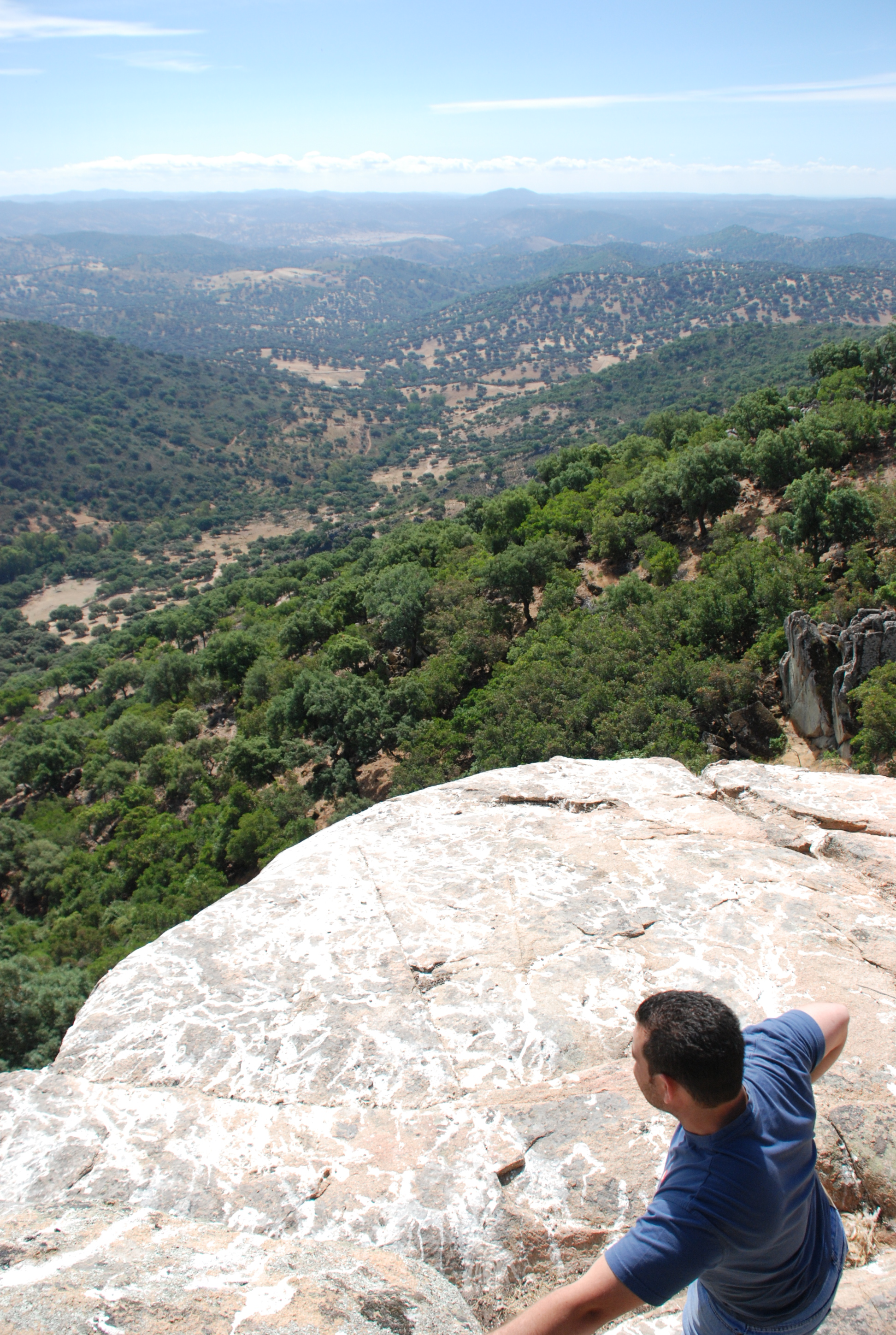
Landschaft der Sierra Norte.

Das Gebirge Sierra Norte (auch Sierra Norte de Sevilla) ist ein Teil der Sierra Morena und liegt im Nordwesten der Autonomen Gemeinschaft Andalusien im Südwesten Spaniens. Es grenzt östlich an die Sierra de Aracena an; im Süden erstreckt sich die Ebene des Guadalquivir. Die höchste Erhebung ist der Cerro de La Capitana mit 960 m.

## Ortschaften
Die Region ist nur dünn besiedelt (ca. 25.000 Einwohner auf einer Fläche von ca. 1750 km²). Größere Orte sind Alanis, Almadén de la Plata, Cazalla de la Sierra, Constantina, Guadalcanal, Las Navas de la Concepción, El Pedroso, La Puebla de los Infantes, El Real de la Jara und San Nicolás del Puerto.

## Landschaft
Im Vergleich zur Sierra de Aracena ist es hier trockener, weshalb auch nicht mehr Korkeichen-, sondern Steineichenwälder vorherrschen. Diese bilden die für die Sierra Morena so charakteristischen Dehesas: locker stehende, parkartige Eichenwälder, unter denen Schweine und Rinder weiden. Diese Landschaft ist ein Beispiel für die schonende Bewirtschaftung der Natur in alten Kulturlandschaften: Die Bäume schützen den Boden vor Erosion und bieten den Weidetieren Nahrung und Schatten. Die Sierra Norte wird von einigen Flüssen (z. B. dem Huéznar) mit typischem Galeriewald (so genannt, weil er wie eine Galerie beide Seiten der Flüsse begleitet) durchzogen.

## Fauna
Das Gebirge bietet solch seltenen Vögeln wie dem Iberienadler, dem Mönchsgeier und dem Schwarzstorch einen Lebensraum.